# 중성 흐름
중성 흐름(中性-, 영어: neutral current)은 아원자 입자끼리의 약한 상호작용 중 하나이다. Z보손에 의해 이루어진다. 중성 흐름의 발견을 통해 전자기 상호작용과 약한 상호작용간 통일장 이론의 성립이 가능할 수 있었고, W와 Z보손이 발견되도록 하였다.

## 정의
중성 흐름이라는 이름은 이 상호작용에 참여하는 입자인 중성미자의 성질에서 따온 것이다. 일례로 
ν
e
e−
 → 
ν
e
e−
 탄성 충돌 산란진폭에 대한 중성 흐름은 다음과 같이 나타낸다.
{\displaystyle {\mathfrak {M}}^{\mathrm {NC} }\propto J_{\mu }^{\mathrm {(NC)} }(\nu _{\mathrm {e} })\;J^{\mathrm {(NC)} \mu }(\mathrm {e^{-}} )}
여기서 전자와 중성미자의 중성 흐름을 기술하면 다음과 같이 쓸 수 있다.
{\displaystyle J^{\mathrm {(NC)} \mu }(f)={\bar {u}}_{f}\gamma ^{\mu }{\frac {1}{2}}\left(g_{V}^{f}-g_{A}^{f}\gamma ^{5}\right)u_{f}}
여기서 {\displaystyle \displaystyle g_{V}^{f}=T_{3}(f)-2\sin ^{2}\theta _{W}~Q(f)}와 {\displaystyle \displaystyle g_{A}^{f}=T_{3}(f)}는 각각 페르미온 {\displaystyle f}와의 벡터 결합상수와 축벡터 결합상수이다.
Z보손은 광자와 글루온을 제외한 모든 표준 모형 입자들과 결합이 가능하다. 하지만 상호작용하는 두 입자가 모두 전하를 가졌을 경우, Z보손에 더해 광자까지 주고받을 수 있다. 상호작용하는 입자가 Z보손 질량(91 GeV) 이상의 에너지를 갖고 있지 않을 경우, Z보손 주고받음의 효과는{\displaystyle ~(E/M_{Z})^{2}}로 전자기 상호작용 과정의 전체 진폭에서 차지하는 비중은 대단히 작다. 이와 같은 이유 때문에 1983년이 되어서야 입자가속기를 통해 중성 흐름이 관여하는 상호작용을 관측하고, Z보손의 질량을 제대로 측정할 수 있었다.
중성미자를 포함하는 Z보손 상호작용은 독특한 특징이 있는데, 중성미자는 W보손을 주고받을 때는 비탄성 충돌에 가깝게 산란하며, Z보손을 주고받을 때는 거의 탄성 충돌에 가깝게 산란하는 특성이 있다. 약한 중성 흐름은 압두스 살람, 셸던 글래쇼, 스티븐 와인버그에 의해 예견되었고, 1974년에 가가멜Gargamelle이라는 이름의 CERN 거품 상자에서 수행한 중성미자 실험에서 확인되었다.

## 같이 보기
- 양자 색역학